# Stíny minulosti (Městečko South Park)
Stíny minulosti (v anglickém originále Pre-School) je desátý díl osmé řady amerického animovaného televizního seriálu Městečko South Park.

## Děj
Stan, Kyle, Kenny a Cartman jsou vyděšeni, když zjistí, že jejich spolužáka ze školky Trenta Boyetta propustili z vězení pro mladistvé za žhářství. Když byli kluci malí, ve školce zjistili, že Trent už jako dítě uměl zakládat požáry. Tak tedy taky jeden malý ve školce založí a kluci se ho pokoušejí uhasit tím, že se na něj vymočí. Požár však nejde uhasit a oheň se začne šířit dál, přičemž začne hořet i učitelka. Trent se chce klukům pomstít. Aby se kluci pomstě vyhnuli, musí sehnat pro šesťáky fotku prsou Stanovy mámy.